# Socimi
Socimi S.p.A. (Società Costruzioni Industriali Milano SpA) est une entreprise industrielle italienne, aujourd'hui disparue, spécialisée dans de nombreux secteurs industriels.
Créée en 1969 à Milan en Italie, par l'ingénieur Alessandro Marzocco, elle se développe très rapidement en nouant des partenariats avec des grandes sociétés comme : Fiat Ferroviaria, Fiat V.I. puis Iveco, Breda C.F. et BredaMenarinibus. Elle devient un acteur important pour la fabrication de carrosseries de voitures de chemins de fer, de tramways, de métros, d'autobus urbains et trolleybus, mais aussi d'armes.
Au sommet de sa période d'activité, la société dispose de deux centres de production, l'un à Arluno où elle occupe plus de 80 salariés, l'autre plus important, à Binasco, avec 350 personnes. Son siège social est implanté au centre de Milan, Via Varesina, où travaillent 120 personnes. Son chiffre d'affaires annuel dépasse les 200 milliards de lires en 1990.
Connue et reconnue en Italie comme un acteur essentiel dans le monde des transports passagers urbains, la société remporte, pour son propre compte, un certain nombre de succès commerciaux à l'étranger, comme en France avec le tramway de Strasbourg. Elle a réalisé notamment une série de trolleybus pour le compte d'Iveco mais également sous sa propre marque pour les villes de Cagliari, Milan, Modène et Salerne. Plusieurs villes disposent de tramways Socimi : Strasbourg en France, mais surtout Rome et Milan en Italie. 
L'entreprise a été impliquée dans le scandale de corruption italien avec le grand lessivage de l'opération mani pulite qui sonnera la fin de ses activités de production en 1994. En 2000, les 120 personnes du siège administratif ont été embauchées par l'ATM de Milan

## Les productions SOCIMI

### Trains
Socimi a construit : 

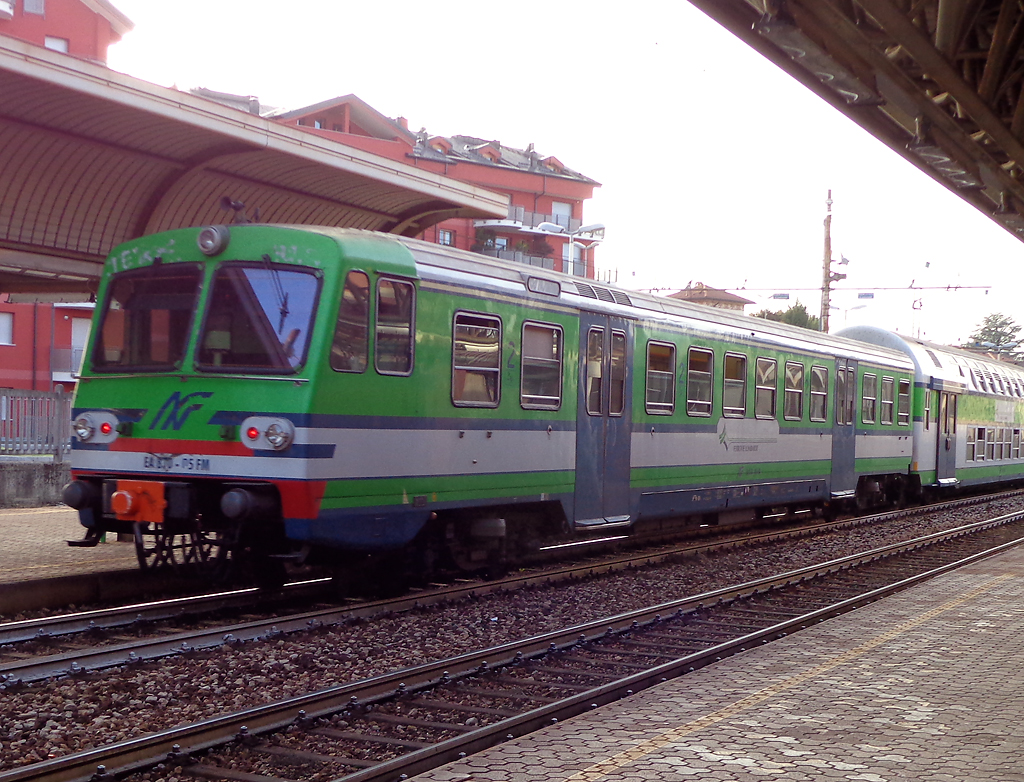
Voiture pilote de conduite Rame FNM Socimi en livrée blanc-vert

- les voitures passagers des rames EB 860/870/960/970 et les voitures pilotes avec cabines de conduite des Ferrovie Nord Milano (1981-1983),
- les rames électriques TRA EMU300 pour Taiwan Railways Administration (1989)[1]
- 14 motrices sur 256 et 31 voitures sur 89 de la Ligne 1 du métro de Milan,
- avec Fiat Ferroviaria : 52 motrices sur 176 et 26 voitures sur 88 de la Ligne 2 du métro de Milan
- 12 motrices sur 90 de la Ligne 3 du métro de Milan (1989-1990)[2].

### Tramways

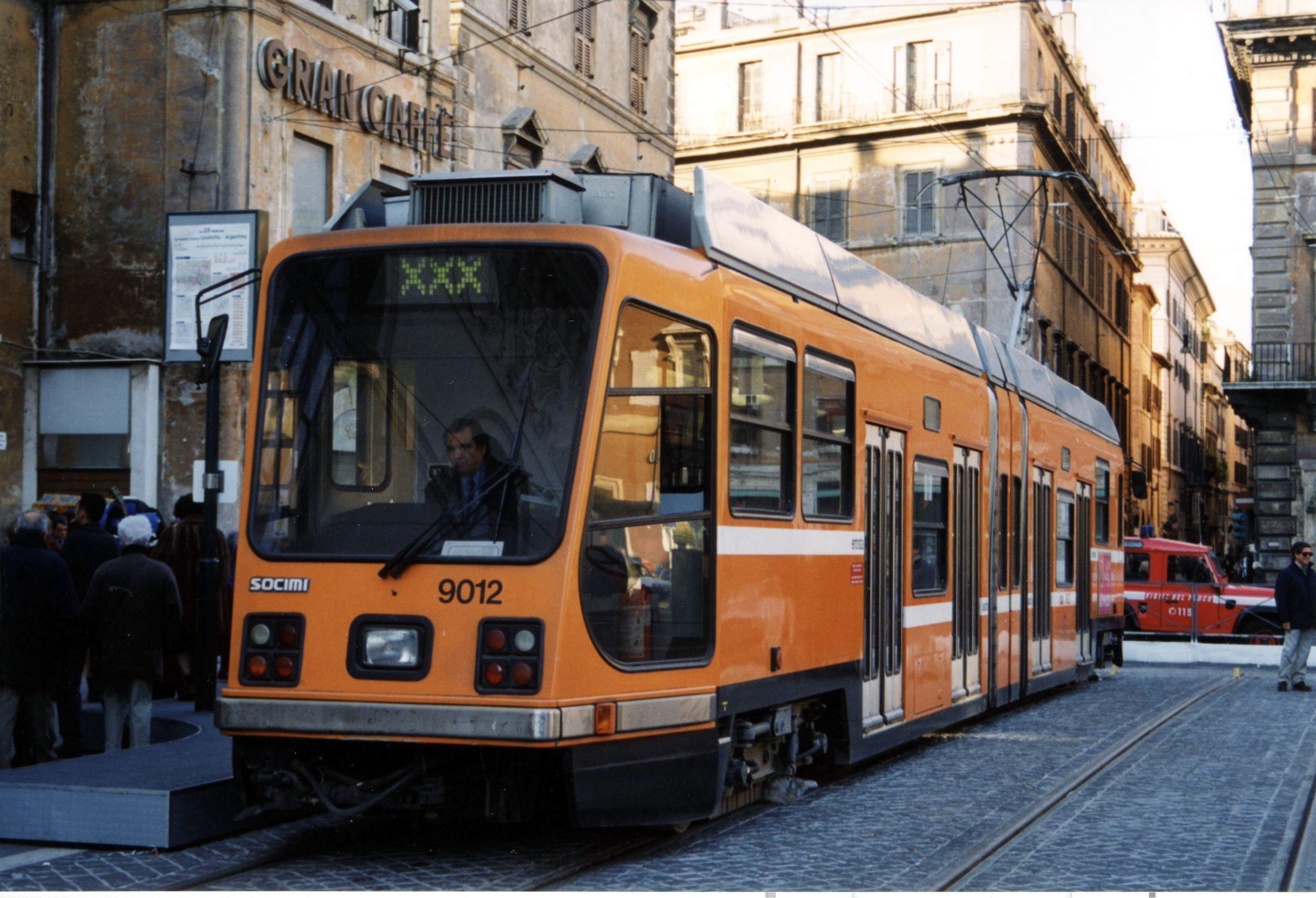
Tram Socimi T.8000 - ATAC Rome série 9000

Les tramways produits sous la marque Socimi ont équipé principalement deux réseaux :
- Rome : les tramways série 9000 à plancher bas[3];
- Strasbourg : en collaboration avec Bombardier pour la construction du 1er lot de 23 rames de l'Eurotram mises en service en 1994/95. Ce fut la première percée d'un matériel étranger en France.

En juin 1989, Socimi présente le prototype S-350 LRV, le premier tramway au monde avec un plancher ultra bas sur toute sa longueur. Immatriculé par son utilisateur ATM de Milan sous le numéro Tram ATM 5001.

### Trolleybus

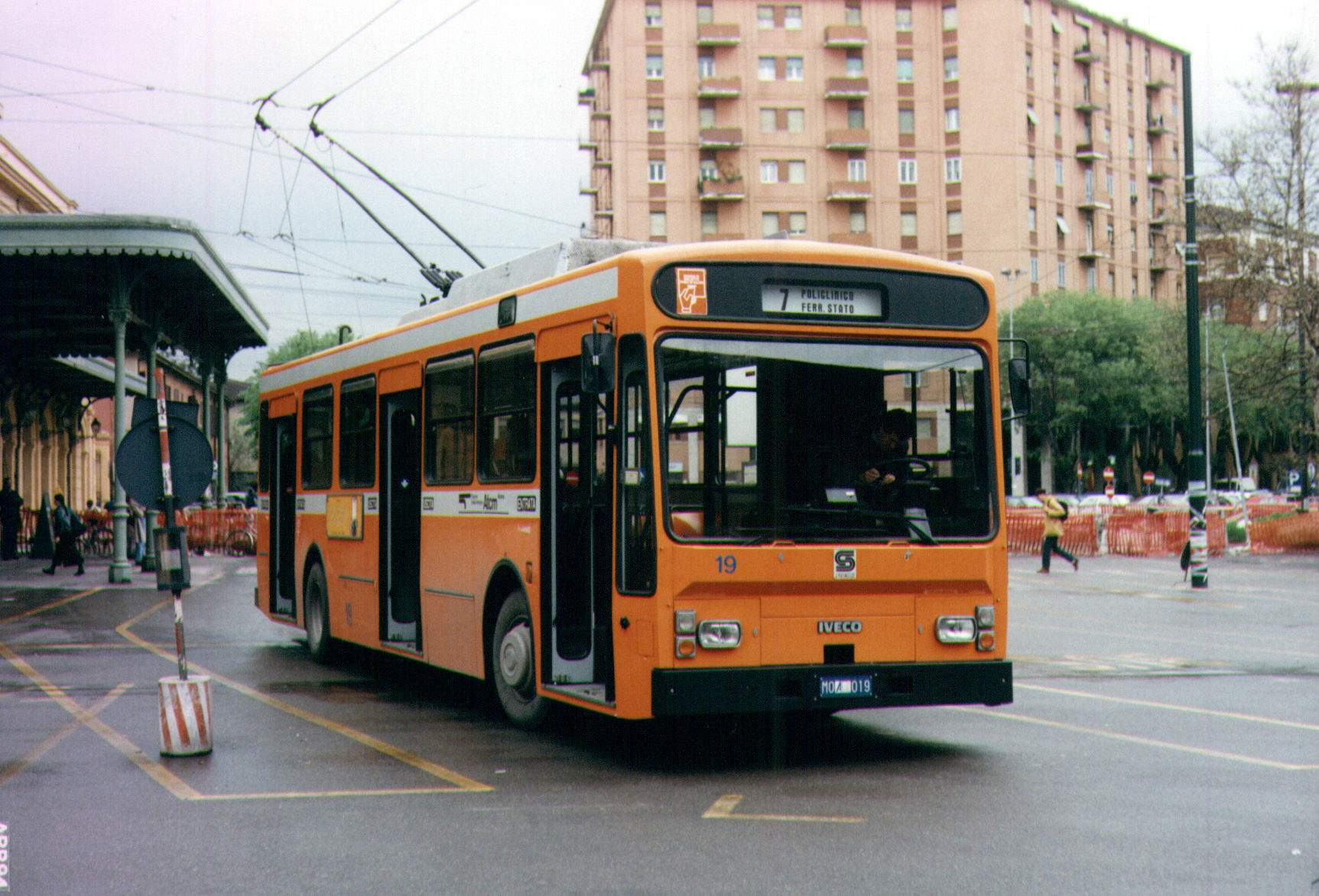
Trolleybus Socimi 8833 de la SETA de Modène

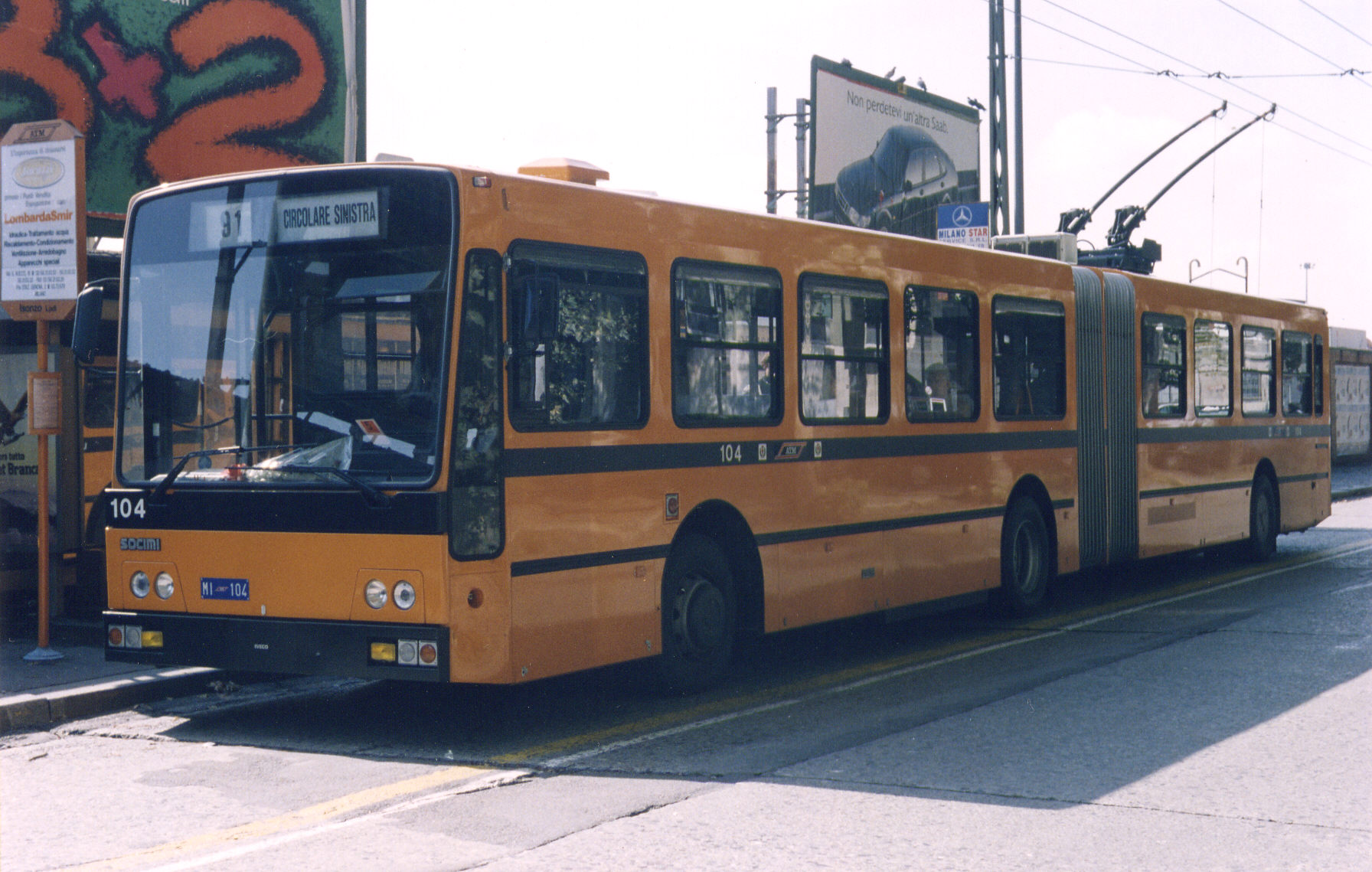
Trolleybus articulé Socimi 8843 de l'ATM de Milan

Le type de matériel de transport le plus produit par Socimi sont les trolleybus. ces matériels ont tous été réalisés à partir de châssis Fiat et Iveco sauf une seule exception, le prototype construit sur un châssis Volvo B59-59.
Les principales caractéristiques des trolleybus Socimi résident dans l'installation de batteries pour la marche autonome de secours en lieu et place d'un moteur auxiliaire, la première installation de la direction assistée sur ce type de véhicule, imitée par les concurrents presque 10 ans plus tard, perches de contact électrique en fibres de carbone avec doubles vérins pour éviter à la roulette de contact de décrocher de la ligne.
Les éléments électriques équipant les modèles Socimi, moteurs de traction et autres, sont d'origine Magneti Marelli et Ansaldo. On a trouvé parfois des éléments de traction ABB, à la demande de rares anciens réseaux utilisateurs, pour uniformiser le parc matériel.
- F 8801 LU/LS : trolleybus de 12 mètres en version urbaine et suburbaine pour l'ATM de Salerne en 1981[6].

- F 8839 : trolleybus de 12 mètres pour le CTM de Cagliari,
- F 8843 : trolleybus articulé de 18 mètres pour l'ATM de Milan,
- F 8845 : trolleybus de 12 mètres pour les villes de Cagliari et Milan,
- F 8833 : trolleybus de 12 mètres pour Modène;

### Armes

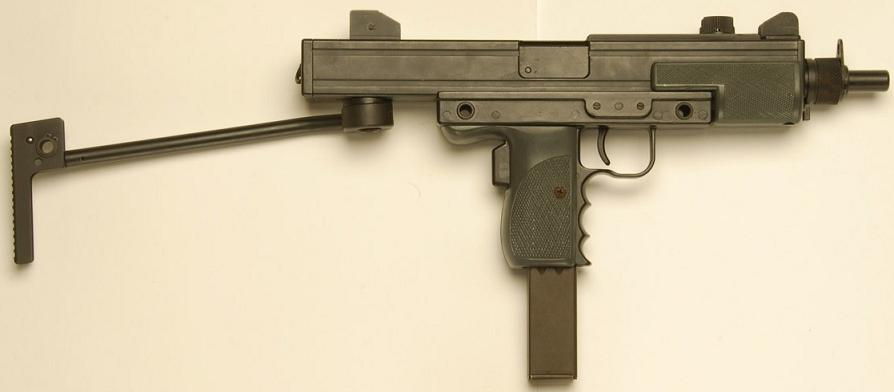
Un modèle SOCIMI 821 produit par Socimi dans son usine de Binasco

Le groupe Socimi a également fabriquée des armes, plus spécialment des fusils, dont le fameux pistolet mitrailleur SOCIMI 821. En février 1987, la société rachète la société Luigi Franchi de Brescia au groupe Berardi.